# Sabsal Gae

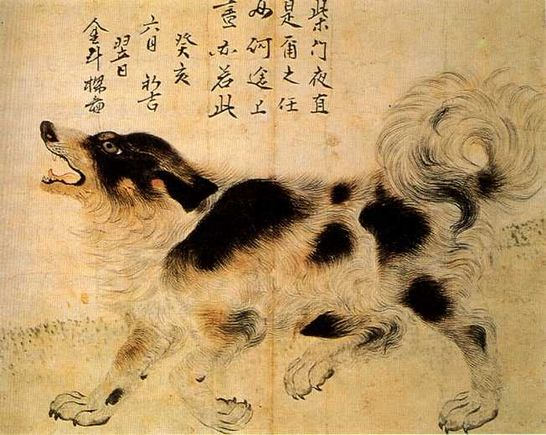
Kim Duryangs Sabsalgae 1743 Jibondamchae 35 X 45 cm in Privatsammlung

Der Sabsal Gae (삽살개 Sabsal-Hund, häufige Umschrift Sapsaree) ist eine koreanische Hunderasse, die nicht von der FCI anerkannt ist, in Korea aber seit 2005 den Status eines nationalen Monuments hat. Die Rasse ist in Korea vom Korean Canine Council und dem Korean Kennel Club anerkannt.
Sabsal bezeichnet auf Koreanisch einen Hund, der Geister und Unglück besiegt. Er kommt oft in Volksliedern, Volksmärchen und Bildern vor.

## Beschreibung
Der Sabsal ist mittelgroß und etwas länger als hoch. Sein Fell ist lang und reichlich vorhanden, in den Farben faun oder grau. Das Kopfhaar fällt wie beim Bobtail über die Augen. Wie ein Hütehund lebt er bei den Herden, seine Aufgabe ist jedoch eine andere: Er soll Geister von Herden oder vom Haus fernhalten, sein Auftrag ist also „mystisch“. Im Glauben der Bevölkerung ist es die Eigenschaft gerade dieser Hunde Geister zu erkennen, anzuzeigen und zu vertreiben.

## Wesen
Der Sabsal ist für seine Loyalität berühmt, ein freundlicher Hund gegenüber seiner Familie, misstrauisch und vorsichtig gegenüber Fremden. Ruhig im Wesen verteidigt er doch den anvertrauten Besitz vehement, wenn es nötig ist.

## Sarbi
Das Maskottchen der Leichtathletik-Weltmeisterschaften 2011 in Daegu war der Hund Sarbi, der nach dem Vorbild eines Sabsal Gae entstand.